# Pérama (Réthymnon)
Pour les articles homonymes, voir Perama (homonymie).
Pérama, en grec moderne : Πέραμα, est un village du dème de Mylopótamos, dont il est le siège, en Crète, en Grèce. Selon le recensement de 2011, la population de Pérama compte 1 545 habitants. Il est situé à une altitude de 75 m et à 24 km de Réthymnon.

## Recensements de la population
| Recensements | 1583 | 1881 | 1900 | 1920 | 1928 | 1940 | 1951 | 1961 | 1971 | 1981 | 1991 | 2001 | 2011 |
| ------------ | ---- | ---- | ---- | ---- | ---- | ---- | ---- | ---- | ---- | ---- | ---- | ---- | ---- |
| Population   | 193  | 35   | 0    | 82   | 92   | 283  | 410  | 614  | 955  | 1127 | 1453 | 1598 | 1545 |